# Упоровський район
Упо́ровський район (рос. Упоровский район) — муніципальний район в складі Тюменської області, Росія.
Адміністративний центр — село Упорово.

## Географія
Район розташований на півдні області, межує з Ісетським, Армізонським районами, Заводоуковським міським округом і на півдні має спільні кордони з Мокроусовським, Білозерським та Варгашинським районами Курганської області.
Площа району — 3007,7 км, з них сільгоспугіддя — 171,4 тис. га, ліси — 99,6 тис. га. Найбільшими водоймами є річки Тобол і Емуртла. Безліч дрібних озер мають загальну площу 3,8 тис. га.

## Історія
Упоровський район утворено 1 січня 1932 року у складі Уральської області з усіх сільрад ліквідованого Суєрського району (Бизовська, Буньковська, Верх-Інгалінська, Інгалінська, Коркинська, Липіхинська, Ликовська, Ніфакінська, Одінська, Петропавловська, Поспіловська, Пушкарьовська, Скородумська, Суєрська, Тюменцевська, Упоровська, Чорнаківська та Шадрінська), частини сільрад ліквідованого Ємуртлинського (Верхньоманайська, Відоновська, Горюновська, Ємуртлинська, Капраліхинська, Кізацька, Кисельовська, Комісаровська, Масальська, Моревська, Нижньоманайська, Пантелеєвська, П'ятковська, Слободчиковська, Старонерпинська), Суєрського та деяких сільрад Ялуторовського (Зирянська та Ніколаєвська).
У 1932-1934 роках ліквідована Кізацька сільрада. 1934 року ліквідована Петропавловська сільрада. 17 січня 1934 року район увійшов до складу Челябінської області, 7 грудня — до складу Омської області. 25 січня 1935 року Верхньоманайська, Відоновська, Горюновська, Кисельовська, Комісаровська, Масальська, Нижньоманайська, Пантелеєвська, П'ятковська та Слободчиковська сільради передані до складу Новозаїмського району, Верх-Інгалінська сільрада передана до складу Ялуторовського району, Капраліхинська сільрада передана до складу Армізонського району.
6 лютого 1943 року район переданий до складу Курганської області, 14 серпня 1944 року — до складу Тюменської області. 17 червня 1954 року ліквідовані Верхньоманайська, Ликовська, Масальська, Ніфакінська, Одінська, Поспіловська, Старонерпинська та Тюменцевська сільради. 27 вересня 1956 року ліквідована Бизовська сільрада. 14 червня 1957 року ліквідована Зирянська сільрада. 11 грудня 1958 року Шадрінська сільрада перейменована в Старошадрінську. 22 травня 1961 року ліквідовані Кисельовська, Липіхинська, Моревська, Слободчиковська, Старошадринська та Чорнаківська сільради.
1 лютого 1963 року район був ліквідований, територія відійшла до складу укрупненого Ялуторовського сільського району. 30 грудня 1966 року район відновлений з 13 сільрад, які входили до його ліквідації. 7 травня 1968 року утворена Липіхинська сільрада. 29 жовтня 1971 року Ніколаєвська сільрада перейменована в Чорнаківську.

## Населення
Населення району становить 20296 осіб (2020; 20824 у 2018; 20662 у 2010, 20865 у 2002).
Національний склад: 89,7 % населення — росіяни, 8,2 % — німці, 1,2 % — українці, 0,8 % — татари та представники інших національностей.

## Адміністративно-територіальний поділ
На території району 14 сільських поселень:
| Поселення                          | Площа, км² | Населення, осіб (2002) | Населення, осіб (2010) | Населення, осіб (2018) | Населення, осіб (2020) | Центр       | Населені пункти |
| ---------------------------------- | ---------- | ---------------------- | ---------------------- | ---------------------- | ---------------------- | ----------- | --------------- |
| Бизовське сільське поселення       | 251,31     | 858                    | 889                    | 888                    | 867                    | Бизово      | 4               |
| Буньковське сільське поселення     | 180,70     | 1266                   | 1240                   | 1230                   | 1190                   | Буньково    | 6               |
| Відоновське сільське поселення     | 283,69     | 1740                   | 1752                   | 1745                   | 1716                   | Масалі      | 5               |
| Ємуртлинське сільське поселення    | 393,36     | 2619                   | 2403                   | 2290                   | 2206                   | Ємуртла     | 8               |
| Інгалінське сільське поселення     | 194,46     | 1019                   | 969                    | 966                    | 900                    | Інгалінське | 3               |
| Коркинське сільське поселення      | 240,36     | 1114                   | 1053                   | 980                    | 941                    | Коркино     | 6               |
| Крашенинінське сільське поселення  | 81,55      | 421                    | 407                    | 369                    | 350                    | Крашениніно | 3               |
| Липіхинське сільське поселення     | 146,38     | 527                    | 471                    | 414                    | 393                    | Липіха      | 1               |
| Нижньоманайське сільське поселення | 173,19     | 857                    | 766                    | 647                    | 611                    | Нижньоманай | 5               |
| П'ятковське сільське поселення     | 203,31     | 1649                   | 1545                   | 1474                   | 1443                   | П'ятково    | 2               |
| Скородумське сільське поселення    | 122,17     | 637                    | 555                    | 617                    | 594                    | Скородум    | 3               |
| Суєрське сільське поселення        | 418,10     | 1709                   | 1633                   | 1656                   | 1607                   | Суєрка      | 4               |
| Упоровське сільське поселення      | 120,58     | 5333                   | 5847                   | 6400                   | 6361                   | Упорово     | 1               |
| Чорнаківське сільське поселення    | 198,54     | 1116                   | 1132                   | 1148                   | 1117                   | Чорна       | 5               |

## Найбільші населені пункти
| № | Населений пункт | Населення, осіб (2002) | Населення, осіб (2010) |
| - | --------------- | ---------------------- | ---------------------- |
| 1 | Упорово         | 5333                   | 5847                   |
| 2 | П'ятково        | 1368                   | 1293                   |
| 3 | Суєрка          | 1051                   | 1053                   |